# Rozproszenie odpowiedzialności
Rozproszenie odpowiedzialności, nazywane także dyfuzją odpowiedzialności (w literaturze przedmiotu pojawia się także nazwa efekt widza lub efekt obojętnego przechodnia) – zjawisko związane z konformizmem. Polega na obniżaniu się prawdopodobieństwa zareagowania świadków kryzysowego zdarzenia wraz ze zwiększaniem się liczby świadków tego zdarzenia.
Rachunek arytmetyczny sugeruje, że im więcej jest świadków kryzysowego zdarzenia (np. wypadku samochodowego), tym większe jest prawdopodobieństwo, że któraś z tych osób podejmie jakieś działanie. Badania eksperymentalne i obserwacje pokazują jednak, że wraz ze zwiększaniem się ilości świadków prawdopodobieństwo reakcji spada. Zjawisko to nazwano rozproszeniem odpowiedzialności.
Przykład: Na zatłoczonym peronie nagle pewien człowiek traci przytomność. Jest bardzo prawdopodobne, że przechodnie będą „obojętnie” przechodzić obok leżącego i nie udzielą mu pomocy. Prawdopodobieństwo udzielenia pomocy i wezwania np. pogotowia czy policji jest znacznie większe (niemal trzykrotnie), jeśli utratę przytomności widział tylko jeden obserwator.
Fakt ten komentowany jest przez media zwykle jako objaw znieczulicy społecznej.
Psychologia oferuje jednak inne wyjaśnienia:
- Jeśli pojawia się zdarzenie, które oceniane jest przez świadków jako wymagające jakiegoś działania, to przy większej ilości świadków owa odczuwana konieczność rozkłada się na wiele osób, co jest przyjmowane przez konkretne osoby jako mniejsza osobista odpowiedzialność za podjęcie działania (właśnie: rozproszenie odpowiedzialności).
- Przebywanie konkretnego człowieka w grupie osób sprawia, że czuje się on bardziej anonimowy, w związku z czym jego działania są dostosowane raczej do wymogów grupy i sterowane zewnętrznie (zobacz też: zewnątrzsterowność Waltera Recklessa) niż do osobistych standardów i norm, które uważa się za słuszne (zobacz: Teoria spostrzegania siebie).
- Sytuacja kryzysowa jest często sytuacją niejasną, to znaczy taką, w której nie wiadomo do końca, co się dzieje i co należy zrobić (w powyższym przykładzie: dlaczego ktoś leży, może jest pijany, może to ukryta kamera, może już ktoś zadzwonił po pogotowie itp.) Zaś w warunkach niedostatecznej ilości obiektywnych (fizycznych) danych człowiek zaczyna obserwować działania innych ludzi i traktować je jako rzetelne wskazówki, informujące o tym jak należy się zachować. Dlatego, gdy wielu obserwatorów przygląda się nieoczekiwanemu i niejasnemu zdarzeniu, zadają sobie pytanie: „Co się u licha dzieje?”, a ponieważ nie wiedzą, to nie reagują, tylko obserwują „kątem oka” działania innych. Inni jednak również nie wiedzą jak zareagować, w związku z czym wszyscy dochodzą do wniosku: „skoro nikt nic nie robi, to znaczy, że nie należy nic robić”. Jest to klasyczny objaw konformizmu. (Zobacz też: konformizm normatywny, konformizm informacyjny).

W sytuacji rozproszenia odpowiedzialności pojawia się często uczucie i przekonanie o tym, że jest się osobą anonimową pośród innych ludzi, co sprzyja niemoralnemu postępowaniu.
Badania nad efektem rozproszonej odpowiedzialności prowadzili między innymi dwaj amerykańscy psychologowie społeczni, John Darley i Bibb Latane, którzy uważali, że jednym z warunków, który decyduje o tym, czy świadek zareaguje jest to, czy przyjmie osobistą odpowiedzialność za to działanie. Obecność drugiego (i kolejnego) świadka znacznie zmniejsza szanse, że zostanie podjęta taka odpowiedzialność, lecz wyjątkiem jest tu pełnienie przez daną osobę odpowiedniej roli społecznej – np. bycie liderem grupy, która obserwuje zdarzenie lub np. lekarzem. Podjęcie działania przez takie osoby jest bardzo prawdopodobne.